# 米兰公国
米兰公国是1395年至1797年间于意大利北部的一个国家。公国虽然是神圣罗马帝国的一部分，但却是一个分权实体，公国先后由数个王朝统治，多数是意大利以外的势力。虽然公国的领土多个世纪以来不断变更，但公国领土主要是伦巴第大部，包括古意大利王国的中心米兰和帕维亚。直至16世纪帕尔马自行建立公国前，帕尔马亦是公国的一部分。

## 历史
1395年，公国由米兰领主祖安·加里西奥·维斯孔蒂所建立。1447年维斯孔蒂家族绝嗣，虽然根据条约，奥尔良公爵查理一世是公国的合法继承人（其母親為瓦倫蒂娜·維斯孔蒂），但米兰仍宣布成立共和国。查理一世没法继承公国，但这个共和国却是一个短命的共和国。维斯孔蒂家族最后一个继承人的女婿，雇佣兵弗朗切斯科·斯福尔扎，于1450年夺取了米兰，并自行宣布成为公爵。
1498年查理一世的儿子成为了法国国王路易十二，他立即寻求成为米兰公国的继承人。1499年，他入侵米兰，并很快驱逐了当时的公爵卢多维科·斯福尔扎。法国统治米兰直至1513年被瑞士人驱逐为止，而瑞士人就将卢多维科的儿子马克西米连·斯福尔扎推上王位。马克西米连在位时间并不是太长。由弗朗索瓦一世率领的法军于1515年再次入侵米兰，并在马里尼亚诺战役中打败瑞士人重夺米兰，并俘获了马克西米连。1521年法军又被奥地利驱逐，这次奥地利将马克西米连的弟弟推上公爵之位，成为法蘭西斯科二世。
1525年帕维亚之战中神圣罗马帝国对法军取得决定性胜利之后，查理五世的神圣罗马帝国皇军看似将会统治米兰，有见及此，弗朗西斯高联合威尼斯、佛罗伦萨、教宗、和法国组成科尼亚同盟对抗神圣罗马帝国。这导致弗朗西斯高立即被帝国军驱逐出米兰，但他仍能在公国的数个城市维持统治。他后来在1529年的康布雷条约中重新复归米兰。
1535年弗朗西斯高死后无嗣继承，所以公国的继承权又再次惹起争议。神圣罗马帝国皇帝查理五世与法国国王都自称是公国的继承人，并因此爆发更多战争。查理五世最终掌控了公国，并将公国传给了儿子腓力二世。腓力二世的继承权最终于1559年的卡托-康布雷齐和约中得到确认。
公国受西班牙管治直至17世纪末，发生西班牙王位继承战争，公国被奥地利征服。1714年结束战争的巴登条约中将米兰公国割予奥地利。奥地利统治米兰直至1796年，被拿破仑所率领的法军推翻。1797年奥地利于坎波福尔米奥条约中将米兰割予法国，米兰成为新成立的奇萨尔皮尼共和国的中心部分。
拿破仑被打败之后，根据1815年6月9日维也纳会议中所作的决定，米兰公国未有重新成立，并将原公国的领土划归奥地利控制的伦巴第-威尼斯王国。这个王国的剩余部分1866年被意大利王国合并。